# Die Eheleute Orlow
Die Eheleute Orlow (russisch Супруги Орловы Suprugi Orlowy) ist eine Erzählung des russischen Schriftstellers Maxim Gorki, die im Oktoberheft 1897 der Narodniki-Monatsschrift Russkaja Mysl (Der russische Gedanke) erschien.
Gorki thematisiert die positive Wirkung der Arbeit auf die charakterliche Entwicklung seiner Protagonistin Matrjona. Der Schriftsteller Maxim Sawwateitsch  lässt sich die Geschichte der Trennung Frau Matrjona Orlowas von ihrem Ehemann, dem 30-jährigen Schuster Grigori Orlow – Grischka genannt, von beiden Eheleuten nacheinander erzählen und macht sich seinen Reim darauf. Gorki stuft das junge Paar als „durchaus nicht schlechte Menschen“ ein.

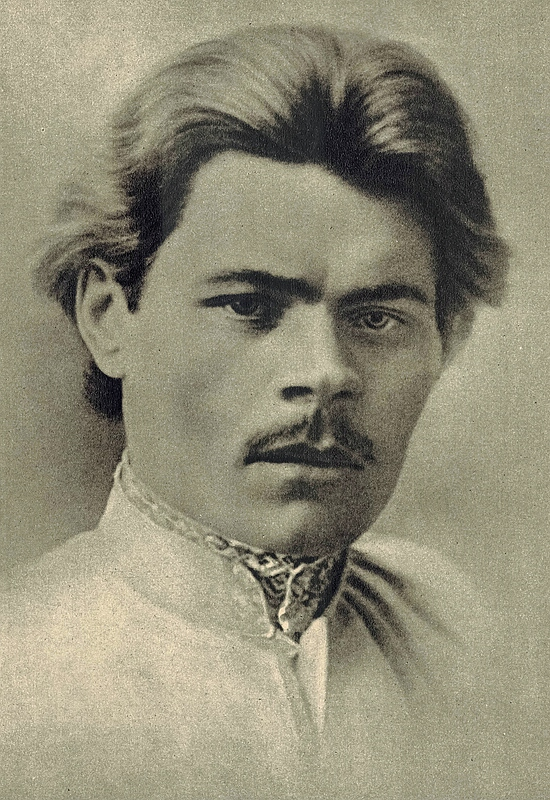
Gorki anno 1889

## Inhalt
In der Mokraja-Straße einer nicht benannten russischen Stadt vermietet der Kaufmann Petunnikow Wohnungen in einem alten, schmutzigen Haus an arme Leute. Im schlecht belüfteten Keller haust der nervöse Schuster Orlow mit seiner Frau, einer Analphabetin. In ihren drei Ehejahren hatte das Paar ein Kind, das im Alter von anderthalb Jahren gestorben war. Allsonnabendlich betrinkt sich Grischka in der Kneipe und verprügelt Matrjona jedes Mal nach der Heimkehr unbarmherzig bis aufs Blut. Die Frau erträgt die Misshandlung geduldig. Der verwaiste Malerlehrling Senjka Tschishik verkündet dann jedes Mal den Hausbewohnern: „Die Schustersleute Orlow keilen sich!“
Als in der Stadt die Cholera ausbricht, schickt die Behörde einen weißbekittelten Medizinstudenten, der das Kellerloch der Orlows unangemeldet inspiziert, gutmütig hygienische Mängel anmahnt und baldiges Wiedererscheinen androht. Über Nacht führt das Ehepaar die Sauberkeit in der Kellerwohnung ein. Im Hause erkrankt der Harmonikaspieler Kisljakow an der grassierenden Epidemie. Die allesamt zaudernden Hausbewohner bewundern den Trinker Orlow, wie er zusammen mit dem ebenfalls unerschrockenen Malerlehrling Senjka Tschishik dem Medizinstudenten beim Abtransport des Musikers in die Cholerabaracke hilft. Letztere liegt außerhalb der Stadt.
Grischka und Matrjona verdingen sich als Sanitäter in der Baracke. Kisljakow stirbt.
Alles wird schließlich und endlich gut werden mit dem Ehepaar Orlow, hofft der Leser über der folgenden Lektüre. Denn der anstellige Grischka wird mit der Zeit von den Vorgesetzten in der Baracke gelobt – so sehr, dass ein längerdienender Sanitäter auf ihn neidisch wird. Matrjona verrichtet still ihre Arbeit; kann ihr Glück kaum fassen und gibt sich gegenüber ihrer Ehehälfte anschmiegsam. Aller Zwist scheint auf einmal über dem opferungsvollen Dienst an den Cholerakranken vergessen. Senjka Tschishik wird eingeliefert und stirbt. Der Tod des Jungen ist Anlass zu neuerlichem Ausbruch der schwerwiegenden Auseinandersetzungen des Ehepaares. Zwar sind es zunächst nur heftige verbale Rundumschläge, doch nun lässt sich Matrjona von Grischka nicht mehr – wie früher im Wohnkeller – unterkriegen. Ursachen des wieder auflebenden Ehekrachs sind zudem Grischkas Trinkerei sowie Matrjonas feste Überzeugung, ihre aktuelle Empfängnisunfähigkeit sei durch die Tritte in den Unterleib bedingt, die sie sonnabends regelmäßig bezogen hatte. Als Matrjonas Ehemann dann doch wieder mit der oben genannten „Keilerei“ – diesmal in der Baracke – beginnt, fährt der Leitende Arzt Dr. Waschtschenko dazwischen. Grischka gibt nicht klein bei, sondern schreit zurück und zieht natürlich den Kürzeren. Matrjona trennt sich – wie gesagt – von Grischka. Die Mediziner um Dr. Waschtschenko sorgen dafür, dass die Schustersfrau nach dem Schließen der Cholerabaracke vor dem Trinker Grischka ihre Ruhe bekommt. Matrjona lernt das Lesen und Schreiben. Sie wird glückliche Pflegemutter zweier Waisenkinder. In der Schuhmacherwerkstatt einer Schule ist Matrjona als von den Vorgesetzten geachtete Lehrerin tätig.

## Verfilmung
- 1978, anlässlich Gorkis 110. Geburtstag, brachte Mark Donskoi den Spielfilm Die Eheleute Orlow in die russischen Kinos. Nina Ruslanowa spielte die Matrjona Orlowa, Anatoli Semjonow[5] ihren Ehemann Grigori Orlow, Juri Kamorny[6] den Harmonikaspieler Kisljakow,  Sergei Tegin[7] den Senjka Tschishik und Daniil Sagal[8] den Doktor Waschtschenko.[9]

## Rezeption
- Die Liebe des geschickten, arbeitsamen Flickschusters Grigori zu seiner Frau Matrjona ist in Hass umgeschlagen. Erfüllung findet er nicht als Schuhmacher, sondern als Sanitäter: Die Choleraepidemie in der Stadt führt das Paar aus ihrem Kellerloch heraus.[10]

## Deutschsprachige Ausgaben
- Das Ehepaar Orlow. Deutsche Erstausgabe 1901 in der Übersetzung von August Scholz, Bruno und Paul Cassirer Verla, Berlin
- Die Eheleute Orlow in: Die unerwiderte Liebe und andere Erzählungen (enthält noch: Skizzen aus der Krim. Der Denkzettel. Sechsundzwanzig und eine. Die Mordwinin). Goldmann Verlag, München um 1960. Goldmanns gelbe Taschenbücher Nr. 1790, 182 Seiten

### Verwendete Ausgabe
- Die Eheleute Orlow. Deutsch von Irene Müller. S. 130–190 in: Maxim Gorki: Erzählungen. Dritter Band. 535 Seiten. Aufbau-Verlag, Berlin 1954